# La mutazione - Maze Runner
La mutazione - Maze Runner (The Kill Order) è il primo prequel della serie The Maze Runner, formata da cinque romanzi distopici e fantascientifici creata dallo scrittore statunitense James Dashner.
La mutazione - Maze Runner è stato pubblicato negli Stati Uniti nel 2012, mentre è uscito in Italia per la Fanucci Editore il 27 novembre 2014 (20 novembre in ebook).
La 20th Century Fox ha acquistato i diritti dei primi tre libri della serie: il primo è uscito in Italia l'8 ottobre 2014, il secondo il 15 ottobre 2015 e il terzo il 12 gennaio 2018 negli Stati Uniti d'America.

## Trama
Il libro si apre nel momento in cui a Thomas, protagonista degli altri romanzi, viene applicato il Filtro, che rimuoverà i suoi ricordi, subito prima di entrare nella "Scatola", per poi arrivare nella Radura. Il libro a questo punto torna indietro di 13 anni, al momento in cui la Terra viene investita dalle Eruzioni Solari che porteranno alla sua semi-distruzione. I protagonisti sono Mark e Trina (di cui il ragazzo è innamorato), due adolescenti che, nel momento in cui si verificano le Eruzioni, si trovavano nella metropolitana di New York. La storia della loro fuga dal cataclisma è raccontata a pezzi, tramite i sogni di Mark che ricorda le difficoltà attraversate per fuggire non solo dalla città che si sta surriscaldando, ma anche dalle persone che lottano per sopravvivere. La fuga dalla città avverrà insieme ad altri compagni di viaggio: due ex militari, Alec e Lana (che un tempo era un'infermiera), e gli adolescenti Baxter, Darnell, Misty e Rospo. Il gruppo è riuscito a fuggire soprattutto grazie ai due ex soldati ed alla loro esperienza; rifugiandosi sui monti Appalachi trovano un riparo sicuro dal disastro. Il villaggio improvvisato sui monti nel quale si rifugiano però è solo una tappa del viaggio e hanno in programma di lasciarlo per cercare un luogo migliore dove vivere. Poco prima della partenza, per la prima volta da un anno, arriva un dirigibile nominato "Berga". È il primo contatto con la tecnologia che le persone vedono da quando si sono scatenate le Eruzioni. Inizialmente tutti gli abitanti del villaggio pensano che sul velivolo ci siano persone venute per salvarli, ma ben presto si rendono conto che sopra vi sono persone intenzionate ad uccidere. Mentre la Berga sorvola il villaggio, infatti, degli uomini muniti di tuta sparano dei dardi in direzione degli abitanti.
Quando un dardo colpisce Darnell, Mark e Alec salgono sulla Berga, facendola precipitare e facendo perdere i sensi a Mark. Quando Mark si riprende, lui e Alec entrano nel velivolo per cercare qualcosa di utile e trovano delle scatole con scritto sopra "VIRUS VC321XB47 ALTAMENTE CONTAGIOSO 24 DARDI, USARE CON ESTREMA ATTENZIONE". Poco dopo si mettono in marcia per ritornare al villaggio, dove giungono alcuni giorni dopo. Lì scoprono che tutti quelli colpiti dai dardi, tranne Darnell, si sono ammalati e sono morti in brevissimo tempo. Ritrovata Trina, assistono al suicidio di Darnell, che accusava un dolore insopportabile alla testa. Mark e gli altri ragazzi decidono di dirigersi verso il luogo da cui credono provenisse la Berga, come scoperto da Marc e Alec in uno dei tablet trovati su di essa. Poco prima di partire Misty accusa i sintomi della malattia e convincerà i compagni a partire senza di lei, lasciandola al villaggio, in compagnia di Rospo che si rifiuta di abbandonare la sua migliore amica. Dopo qualche giorno Trina, Mark, Alec e Lana arrivano in un villaggio deserto dove trovano solamente una bambina di quattro anni di nome Deedee, che dice loro essere stata abbandonata da quelli del suo villaggio in quanto sopravvissuta nonostante sia stata colpita da uno dei dardi contenenti il virus.
Dopo aver ripreso il viaggio ed essere arrivati nei pressi della loro destinazione, i cinque scoprono un accampamento delle persone che avevano abbandonato Deedee. Mark e Alec si separano dalle ragazze per andare a indagare su quegli uomini, ma vengono catturati da questi, che hanno formato una sorta di culto dopo essere stati infettati dal virus. Gli uomini sono convinti che la colpa sia dei demoni, attirati da Deedee, motivo per cui la ragazzina è stata abbandonata. Alec, Mark e gli uomini dell'accampamento vengono attaccati da altri individui, anch'essi impazziti per via del virus. Scoppia un incendio e Mark e Alec riuscono a fuggire per tornare dalle ragazze, ma scoprono che Lana, Trina e Deedee sono state rapite.
Il giorno seguente, i due uomini scoprono che la destinazione indicata sul tablet consiste in un bunker sotterraneo e vi entrano. Parlando con un uomo sull'orlo della pazzia e profondamente pentito per ciò che è stato fatto alla popolazione, scoprono che il virus è stato rinominato l'Eruzione. Successivamente, i due uomini assistono ad una riunione dove le persone che lavoravano per la C.P.E. (Coalizione Post-Eruzioni), capeggiati da Bruce, decidono di utilizzare un Pass verticale situato nella vicina Asheville (uno degli ultimi centri abitati ancora in piedi) per tornare in Alaska (sede della C.P.E.) e trovare la cura al virus. Gli uomini sono infatti infuriati poiché sono stati utilizzati come pedine dal governo per fare il lavoro sporco, ritrovandosi essi stessi contagiati dal virus e abbandonati a se stessi. Dopo essere stati scoperti e inseguiti dagli stessi uomini della riunione, folli a causa del virus, Mark e Alec riescono a salire su una Berga arrivata al bunker, e, combattendo contro gli uomini che tentavano di fermarli, Mark ha uno sfogo d'ira dovuto all'Eruzione che ha ormai contagiato il ragazzo.
Decisi ad andare a salvare le loro amiche, Mark e Alec si recano con la Berga presso il vicino insediamento degli uomini che hanno rapito le loro amiche, gli stessi che hanno abbandonato Deedee e che hanno aggredito i due uomini. Sulla Berga riescono a trovare dei Transpositivi, armi in grado di far sparire le persone nel nulla, utilizzando la stessa tecnologia dei Pass Verticali. I due uomini riescono a trovare Lana, la quale, urlante e ferita, viene trascinata fuori da un'abitazione da tre uomini. Prima che riescano a fermarli, uno di questi pugnala Lana. Dopo avere eliminato i tre assalitori, Alec è costretto a far sparire anche la sua vecchia amica con il Transpositore, per porre fine alle sue sofferenze. Inizia quindi uno scontro tra Mark e Alec e una folla di uomini impazziti accorsi all'abitazione. Alec e Mark riescono a farsi strada all'interno della casa e, dopo avere eliminato alcuni uomini, trovano Trina e Deedee, scoprendo che la malattia ha causato la perdita di memoria di Trina che non si ricorda di loro. Dopo essere a fatica sfuggiti dalla folla inferocita, Trina, Alec e Mark accusano ormai tutti i segni della malattia, che li sta lentamente portando alla pazzia. Negli ultimi momenti di lucidità decidono di dirigersi verso il Pass Verticale per cercare di salvare almeno Deedee, immune al virus. Quando scoprono che Bruce e suoi uomini si stanno dirigendo con la forza al loro stesso obiettivo, Alec fa scendere dalla Berga i suoi amici, in modo che possano correre a mettere in salvo la bambina. Deedee attraversa quindi il Pass Verticale, con un biglietto scritto da Mark, nel quale riporta che la bambina è immune al virus e può essere usata per trovare una cura. poco prima della fine, Trina riesce a ricordare Mark e i due si baciano, mentre gli uomini del bunker corrono verso di loro e Alec si schianta con la Berga contro l'edificio per distruggerlo.
La storia va avanti di due anni, quando Thomas viene portato alla base della C.A.T.T.I.V.O. e allontanato da sua mamma. Qui fa la conoscenza di Teresa, e viene spiegato loro che avranno un ruolo fondamentale nel trovare la cura all'Eruzione e che avranno lo speciale dono di comunicare tra di loro in un modo mai sperimentato prima. I due bambini infatti sono stati scelti tra tutti gli altri immuni per aiutare la C.A.T.T.I.V.O. a progettare le Prove e il Labirinto. L'ultima frase è di Teresa che dice a Thomas, quando lui le chiede delle sue origini: "Mi chiamavo Deedee prima di arrivare qui."

## Seguiti
Il libro ha quattro sequel: Il codice - Maze Runner, secondo prequel, uscito in Italia il 29 settembre 2016 con il titolo Il codice, e la Trilogia principale: Il labirinto, La fuga e La rivelazione.